# Dichorda iridaria
Dichorda iridaria là một loài bướm đêm trong họ Geometridae.